# Batalla de Sufa
El 7 de octubre de 2023, como parte de la Operación Inundación de Al-Aqsa, liderada por la organización Hamás, los militantes palestinos invadieron un puesto avanzado de las FDI situado en el kibutz Sufa, una población israelí ubicada junto a la Franja de Gaza.

## Asalto terrestre inicial
El 7 de octubre de 2023, alrededor de las 6 am, Hamás lanzó un ataque sorpresa contra Israel, disparando cohetes y realizando un importante asalto terrestre y aéreo contra objetivos israelíes alrededor de la Franja de Gaza, atacando tanto a civiles como a personal militar.
Inmediatamente después del inicio de la incursión terrestre, los militantes entraron en el kibutz de Sufa, donde se encontraron únicamente con la resistencia de un grupo de cinco civiles armados sin apoyo militar. Esa misma mañana, Hamás publicó un vídeo de sus militantes tomando un puesto militar ubicado cerca de Sufa, mostrando los cuerpos de los soldados israelíes que habían matado. Después de que el puesto de avanzada fuera invadido, algunos soldados de la Brigada Golani estacionados allí evitaron ser capturados o asesinados escondiéndose dentro de un búnker en la base.

## Reconquista del puesto de avanzada
Poco después del asalto inicial de Hamás, se ordenó al Shayetet 13 que recuperara el puesto de avanzada y trabajara junto a otras unidades en el área para rescatar rehenes y recuperar el control. Reservistas de la unidad de élite fueron enviados a la batalla desde su base en Atlit.
Los comandos navales israelíes fueron desplegados en helicóptero y, tras una escaramuza con militantes de Hamás, recuperaron con éxito el control del puesto de avanzada y atendieron a los heridos.
El Shayetet 13 logró salvar a 250 rehenes.

## Bajas
Más de 60 militantes de Hamás murieron y 26 fueron capturados, el lado israelí sufrió al menos dos bajas: el teniente coronel Eli Ginzburg y el sargento primero Ofek Russo.Las FDI también capturaron con éxito al subcomandante de la brigada naval del sur de Hamás, Muhammad Abu Ghali.